# 1911 (film)
Az 1911 (eredeti cím: 1911: Revolution) 2011-ben bemutatott hongkongi-kínai történelmi-filmdráma. A film tisztelgés az 1911-es forradalom 100. évfordulója előtt. Ez egyben Jackie Chan karrierjének 100. filmje. Amellett, hogy szerepel a filmben, Chan a film ügyvezető producere és társrendezője is. További szereplők Jaycee Chan, Li Ping-ping (Li Bingbing), Winston Chao, Joan Chen és Hu Ko (Hu Ge). Ezzel a filmmel nyílt meg a 24. Tokiói Nemzetközi Filmfesztivál.

## Cselekmény
A 20. század elején Kína válságos helyzetben van. Az ország hadviselő csoportokra oszlik, az állampolgárok éheznek, és a közelmúltbeli politikai reformok még rosszabbá, nem jobbá tették a helyzetet. Az uralkodó Csing-dinasztia – amelyet egy hétéves császár vezet, és könyörtelen anyja, az özvegy Lungjü (Longyu) császárné (Joan Chen) – 250 év megkérdőjelezhetetlen hatalom után teljesen érinthetetlen.
Mivel a hétköznapi polgárok kezdtek nyíltan fellázadni, a Csing-dinasztia egy hatalmas, modern hadsereget („új hadsereget”) hozott létre, hogy minden lázadást megsemmisítsen. A fegyverek azonban drágák, a Csing vezetők bármivel képesek kereskedni.
Huang Hszing (Huang Xing) (Jackie Chan) nemrég tért haza Japánból, ahol a modern hadviselés művészetét tanulmányozta. Amikor széteső országot talál, úgy érzi, nincs más választása, mint a kard felvétele, ami egyre kétségbeesettebb erőszakos lázadások sorozatát vezeti a hatalmas Csing-dinasztia és az Új Hadsereg ellen – amelyeknek tragikus következményei vannak.